# Lindleyalis
Lindleyalis es un género con siete especies de orquídeas epifitas. Es  originario de  Sudamérica.
Este género fue considerado una vez como parte integrante de Pleurothallis  y, desde su publicación en el 2004, es un género segregado, aunque aún no está aceptado de forma unánime.

## EspeciesdeLindleyalis
- Lindleyalis fustifera (Luer) Luer, Monogr. Syst. Bot. Missouri Bot. Gard. 95: 258 (2004).
- Lindleyalis glossopogon (Rchb.f.) Luer, Monogr. Syst. Bot. Missouri Bot. Gard. 95: 258 (2004).
- Lindleyalis hemirhoda (Lindl.) Luer, Monogr. Syst. Bot. Missouri Bot. Gard. 95: 258 (2004).
- Lindleyalis medinae (Luer & J.Portilla) Luer, Monogr. Syst. Bot. Missouri Bot. Gard. 95: 258 (2004).
- Lindleyalis sirene (Rchb.f.) Luer, Monogr. Syst. Bot. Missouri Bot. Gard. 95: 258 (2004).
- Lindleyalis talpinarioides (Garay & Dunst.) Luer, Monogr. Syst. Bot. Missouri Bot. Gard. 95: 258 (2004).
- Lindleyalis tentaculata (Poepp. & Endl.) Luer, Monogr. Syst. Bot. Missouri Bot. Gard. 95: 258 (2004).